# Säkrare sex

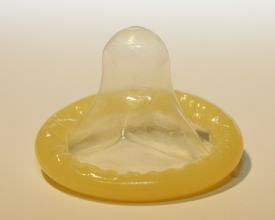
Kondom

Säkrare sex är olika metoder för att minimera risken för att olika sexuellt överförbara sjukdomar sprids vid sexuellt umgänge. Arbete för att främja säkrare sex bedrivs på många håll i världen, ofta inom verksamheter som sysslar med arbete för sexuell hälsa, reproduktiv hälsa och reproduktiva rättigheter. 
En viktig del av säkrare sex-budskapet är att lära folk att använda kondom på rätt sätt.

## Arbete för säkrare sex
I Sverige bedrivs säkrare sex-arbete av ett stort antal frivilligorganisationer och myndigheter. Det bedrivs också kampanjer och målgruppsinriktade projekt för säkrare sex.
I Sverige handlar arbete för säkrare sex om flera faktorer, inte enbart om kondomutdelning eller informations om sexuellt överförbara sjukdomar. En lika viktig del av arbetet är att bejaka en positiv syn på sexualitet, inspirera till samtal om sexualitet och informera om sexualitet, kroppens sexuella funktioner och sexuella relationer. Att ha kunskap om risken för smittspridning vid det enskilda tillfället och viljan och möjligheten att skydda sig mot denna smittspridning är grunden i säkrare sex för den enskilda individen.

## Exempel på säkrare sex
Sexuellt överförbara sjukdomar överförs i allmänhet via kroppsvätskor, som sperma, slidsekret eller blod, och/eller via kontakt mellan slemhinnor. Därmed är säkrare sex olika typer av sexuellt umgänge där dessa kroppsvätskor inte kommer in i någons kropp och slemhinnor inte kommer i kontakt med varandra eller med kroppsvätskor. Exempel på säkrare sex är penetrerande samlag med kondom, oralsex med kondom eller slicklapp, onani, lek med sexleksaker där leksakerna inte delas med andra eller rengörs innan de används av andra, BDSM-lekar där blod eller sperma inte kommer in i partnerns kropp och hångel som kyssar, smek och kramar. 

## Historia
Begreppet säkrare sex introducerades i Sverige av RFSL 1985 i början av hivepidemin. Förebilden ”healthy sex” kom från USA, och fick senare benämningen safer sex. Det centrala budskapet i safer sex var "på mig - inte i mig", och byggde på grundprincipen att man vid analsex eller oralsex ska dra ut före utlösningen så att sperma inte kommer in i kroppen. RFSL överförde råden till svenska förhållanden och införde en mer sexualbejakande attityd där sex med kondom och sex utan utlösning inte skulle ses som en begränsning utan som en utveckling av sexlivet. Senare utvecklades arbetet mot att huvudsakligen rekommendera kondomanvändning och kunskap istället för sex utan utlösning och icke-penetrerande sex, eftersom det visade sig att folk inte följde den typen av råd ändå.